# Усто Бако
У́сто Бако́ или У́ста Бако́ — караханидский зодчий (архитектор), известен как основной архитектор минарета Калян в Бухаре. Его имя как и имя инициатора строительства — Арслан-хана, и год постройки сооружения, высечено на одном из поясов минарета. О Усто Бако написано: «Амали Бако», что в переводе означает «работа Бако».
Исследователями архитектурной эпиграфики минарета было выявлено, что в 1960-е года доктором архитектуры П. Ш. Захидовым ошибочно было прочтено и переведено не уместившееся слово в полосу надписи минарета, что прочно вошло в научные и популярные работы об архитектурных памятниках Бухары. По утверждению Захидова, старожилы города показывали мазар к югу от минарета, где якобы похоронен Усто Бако. Но это утверждение все же относится к области мифологии, где переплелись вымысел и деяния Арслан-хана (1102—1130).